# Bishop Sutton
Bishop Sutton är en by i Bath and North East Somerset i Somerset i England. Byn är belägen 49,5 km 
från Taunton. Orten har 1 389 invånare (2016).